# Oostenrijk op de Olympische Winterspelen 1988
Tijdens de Olympische Winterspelen van 1988, die in Calgary (Canada) werden gehouden, nam Oostenrijk voor de vijftiende keer deel.

## Medailleoverzicht
| Sport              | Olympiër                                            | Discipline       | Medaille |
| ------------------ | --------------------------------------------------- | ---------------- | -------- |
| Alpineskiën        | Hubert Strolz                                       | combinatie (m)   | Goud     |
| Alpineskiën        | Anita Wachter                                       | combinatie (v)   | Goud     |
| Alpineskiën        | Sigrid Wolf                                         | super g (v)      | Goud     |
| Alpineskiën        | Bernhard Gstrein                                    | combinatie (m)   | Zilver   |
| Alpineskiën        | Helmut Mayer                                        | super g (m)      | Zilver   |
| Alpineskiën        | Hubert Strolz                                       | reuzenslalom (m) | Zilver   |
| Noordse combinatie | Klaus Sulzenbacher                                  | individueel (m)  | Zilver   |
| Schaatsen          | Michael Hadschieff                                  | 10.000 m (m)     | Zilver   |
| Noordse combinatie | Hansjörg Aschenwald Günther Csar Klaus Sulzenbacher | team (m)         | Brons    |
| Schaatsen          | Michael Hadschieff                                  | 1500 m (m)       | Brons    |

## Deelnemers en resultaten

### Alpineskiën
| Olympiër               | Discipline       | Resultaat | Prestatie                                                                           |
| ---------------------- | ---------------- | --------- | ----------------------------------------------------------------------------------- |
| Bernhard Gstrein       | slalom (m)       | 4e        | 1.40,08 (+0,61) 51,87+48,21                                                         |
| Bernhard Gstrein       | combinatie (m)   | Zilver    | 43,45 (+6,9) afdaling: 36,43 p. (1.50,20) slalom: 7,02 p. (1.25,82: 43,17+42,65)    |
| Günther Mader          | afdaling (m)     | 19e       | 2.03,96 (+4,33)                                                                     |
| Günther Mader          | super g (m)      | 5e        | 1.41,96 (+2,30)                                                                     |
| Günther Mader          | reuzenslalom (m) | 11e       | 2.10,04 (+3,67) 1.06,74+1.03,30                                                     |
| Günther Mader          | slalom (m)       | dnf-2     | opgave run 2 52,69+dnf                                                              |
| Günther Mader          | combinatie (m)   | dnf-s1    | opgave slalom run 1 afdaling: 1.49,56                                               |
| Helmut Mayer           | super g (m)      | Zilver    | 1.40,96 (+1,30)                                                                     |
| Helmut Mayer           | reuzenslalom (m) | 7e        | 2.09,09 (+2,72) 1.06,32+1.02,77                                                     |
| Rudolf Nierlich        | reuzenslalom (m) | 5e        | 2.08,92 (+2,55) 1.05,75+1.03,17                                                     |
| Rudolf Nierlich        | slalom (m)       | dnf-1     | opgave run 1                                                                        |
| Gerhard Pfaffenbichler | afdaling (m)     | 5e        | 2.02,02 (+2,39)                                                                     |
| Thomas Stangassinger   | slalom (m)       | dnf-2     | opgave run 2 52,42+dnf                                                              |
| Thomas Stangassinger   | combinatie (m)   | 13e       | 107,87 (+71,32) afdaling: 86,1 p. (1.54,70) slalom: 21,77 p. (1.27,69: 44,76+42,93) |
| Anton Steiner          | afdaling (m)     | 7e        | 2.02,19 (+2,56)                                                                     |
| Leonhard Stock         | afdaling (m)     | 4e        | 2.01,56 (+1,93)                                                                     |
| Leonhard Stock         | super g (m)      | 8e        | 1.42,36 (+2,70)                                                                     |
| Hubert Strolz          | super g (m)      | 4e        | 1.41,11 (+1,45)                                                                     |
| Hubert Strolz          | reuzenslalom (m) | Zilver    | 2.07,41 (+1,04) 1.05,05+1.02,36                                                     |
| Hubert Strolz          | combinatie (m)   | Goud      | 36,55 afdaling: 17,77 p. (1.48,51) slalom: 18,78 p. (1.27,31: 44,56+42,75)          |
|                        |                  |           |                                                                                     |
| Sylvia Eder            | super g (v)      | 25e       | 1.22,39 (+3,36)                                                                     |
| Sylvia Eder            | combinatie (v)   | 12e       | 92,86 (+63,61) afdaling: 49,69 p. (1.19,68) slalom: 43,17 p. (1.25,91: 42,03+43,88) |
| Elisabeth Kirchler     | afdaling (v)     | 8e        | 1.27,19 (+1,33)                                                                     |
| Elisabeth Kirchler     | super g (v)      | 15e       | 1.21,16 (+2,13)                                                                     |
| Petra Kronberger       | afdaling (v)     | 6e        | 1.27,03 (+1,17)                                                                     |
| Petra Kronberger       | reuzenslalom (v) | 14e       | 2.12,31 (+5,82) 1.02,41+1.09,90                                                     |
| Petra Kronberger       | combinatie (v)   | 11e       | 88,01 (+58,76) afdaling: 29,32 p. (1.18,36) slalom: 58,69 p. (1.27,78: 44,53+43,25) |
| Ida Ladstätter         | slalom (v)       | 6e        | 1.39,59 (+2,90) 49,71+49,88                                                         |
| Ulrike Maier           | reuzenslalom (v) | 6e        | 2.08,10 (+1,61) 1.01,41+1.06,69                                                     |
| Ulrike Maier           | slalom (v)       | 10e       | 1.40,54 (+3,85) 50,94+49,60                                                         |
| Ulrike Maier           | combinatie (v)   | dnf-a     | opgave afdaling                                                                     |
| Roswitha Steiner       | slalom (v)       | 4e        | 1.38,77 (+2,08) 50,43+48,34                                                         |
| Anita Wachter          | afdaling (v)     | dnf       | opgave                                                                              |
| Anita Wachter          | super g (v)      | 5e        | 1.20,36 (+1,33)                                                                     |
| Anita Wachter          | reuzenslalom (v) | 7e        | 2.08,38 (+1,89) 1.00,23+1.08,15                                                     |
| Anita Wachter          | slalom (v)       | dnf-1     | opgave run 1                                                                        |
| Anita Wachter          | combinatie (v)   | Goud      | 29,25 afdaling: 10,49 p. (1.17,14) slalom: 18,76 p. (1.22,97: 40,68+42,29)          |
| Sigrid Wolf            | afdaling (v)     | dnf       | opgave                                                                              |
| Sigrid Wolf            | super g (v)      | Goud      | 1.19,03                                                                             |
| Sigrid Wolf            | reuzenslalom (v) | dnf-1     | opgave run 1                                                                        |

### Biatlon
| Olympiër                                                                | Discipline             | Resultaat | Prestatie |
| ----------------------------------------------------------------------- | ---------------------- | --------- | --- |
| Alfred Eder                                                             | 10 km (m)              | 40e       | 27.57,3 (+2.49,2) pen.: 2 (0 + 2)                                                                                           |
| Alfred Eder                                                             | 20 km (m)              | 26e       | 1:01.39,7 (+5.06,4) pen.: 6 (3 + 1 + 2 + 0)                                                                                 |
| Bruno Hofstätter                                                        | 10 km (m)              | 23e       | 27.02,8 (+1.54,7) pen.: 1 (0 + 1)                                                                                           |
| Bruno Hofstätter                                                        | 20 km (m)              | 24e       | 1:01.05,1 (+5.31,8) pen.: 4 (1 + 1 + 0 + 2)                                                                                 |
| Egon Leitner                                                            | 10 km (m)              | 37e       | 27.42,4 (+2.34,3) pen.: 2 (0 + 2)                                                                                           |
| Egon Leitner                                                            | 20 km (m)              | 27e       | 1:01.52,3 (+5.19,0) pen.: 3 (1 + 1 + 1 + 0)                                                                                 |
| Franz Schuler                                                           | 10 km (m)              | 17e       | 26.45,0 (+1.36,9) pen.: 1 (0 + 1)                                                                                           |
| Franz Schuler                                                           | 20 km (m)              | 36e       | 1:03.24,5 (+7.51,2) pen.: 8 (1 + 4 + 1 + 2)                                                                                 |
| Team Anton Lengauer-Stockner Bruno Hofstätter Franz Schuler Alfred Eder | 4x7,5 km estafette (m) | 4e        | 1:24.17,6 (+1.47,6) pen.: 0 20.55,6 pen.: 0 (0 + 0) 21.20,5 pen.: 0 (0 + 0) 21.15,1 pen.: 0 (0 + 0) 20.46,4 pen.: 0 (0 + 0) |

### Bobsleeën
| Olympiër                                            | Discipline                  | Resultaat | Prestatie                                         |
| --------------------------------------------------- | --------------------------- | --------- | ------------------------------------------------- |
| Ingo Appelt Harald Winkler                          | 2-mansbob (m) Oostenrijk I  | 5e        | 3.56,49 (+3,01) (57,22 / 59,83 / 1.00,00 / 59,44) |
| Peter Kienast Christian Mark                        | 2-mansbob (m) Oostenrijk II | 8e        | 3.56,91 (+3,43) (58,19 / 58,96 / 1.00,48 / 59,28) |
| Peter Kienast Franz Siegl Christian Mark Kurt Teigl | 4-mansbob (m) Oostenrijk I  | 6e        | 3.48,65 (+1,14) (57,07 / 57,40 / 56,27 / 57,91)   |
| Ingo Appelt Josef Muigg Gerhard Redl Harald Winkler | 4-mansbob (m) Oostenrijk II | 7e        | 3.48,95 (+1,44) (56,93 / 57,51 / 56,41 / 58,10)   |

### Kunstrijden
| Olympiër                    | Discipline | Resultaat | Prestatie                                                   |
| --------------------------- | ---------- | --------- | ----------------------------------------------------------- |
| Kathrin Beck Christoff Beck | ijsdansen  | 5e        | 10,0 punten (verpl. dans: 5 - org. dans: 5 - vrije dans: 5) |

### Langlaufen
| Olympiër                                                          | Discipline            | Resultaat | Prestatie                                           |
| ----------------------------------------------------------------- | --------------------- | --------- | --------------------------------------------------- |
| André Blatter                                                     | 15 km klassiek (m)    | 32e       | 45.15,2 (+3.56,3)                                   |
| André Blatter                                                     | 50 km vrije stijl (m) | 19e       | 2:10.43,6 (+6.12,7)                                 |
| Alois Schwarz                                                     | 15 km klassiek (m)    | 31e       | 45.06,9 (+3.48,0)                                   |
| Alois Schwarz                                                     | 30 km klassiek (m)    | 18e       | 1:29.34,4 (+5.08,1)                                 |
| Alois Schwarz                                                     | 50 km vrije stijl (m) | 41e       | 2:17.03,5 (+12.32,6)                                |
| Alois Stadlober                                                   | 15 km klassiek (m)    | 36e       | 45.38,5 (+4.19,6)                                   |
| Alois Stadlober                                                   | 30 km klassiek (m)    | 33e       | 1:32.00,0 (+7.33,7)                                 |
| Alois Stadlober                                                   | 50 km vrije stijl (m) | dnf       | opgave                                              |
| Martin Standmann                                                  | 15 km klassiek (m)    | 42e       | 46.04,1 (+4.45,2)                                   |
| Martin Standmann                                                  | 30 km klassiek (m)    | 44e       | 1:34.24,8 (+9.58,5)                                 |
| Martin Standmann                                                  | 50 km vrije stijl (m) | 36e       | 2:13.39,3 (+9.08,4)                                 |
| Team André Blatter Alois Schwarz Martin Standmann Alois Stadlober | 4x10 km estafette (m) | 10e       | 1:49.14,5 (+5.15,9) 26.25,3 26.26,1 29.21,3 27.01,8 |
|                                                                   |                       |           |                                                     |
| Hildegard Embacher                                                | 5 km klassiek (v)     | 45e       | 17.18,6 (+2.14,6)                                   |
| Hildegard Embacher                                                | 10 km klassiek (v)    | 42e       | 34.53,2 (+4.44,9)                                   |
| Hildegard Embacher                                                | 20 km vrije stijl (v) | 50e       | 1:07.35,1 (+11.41,5)                                |
| Margot Kober                                                      | 5 km klassiek (v)     | 36e       | 16.39,2 (+1.35,2)                                   |
| Margot Kober                                                      | 10 km klassiek (v)    | 34e       | 33.22,2 (+3.13,9)                                   |
| Margot Kober                                                      | 20 km vrije stijl (v) | dnf       | opgave                                              |
| Cornelia Sulzer                                                   | 5 km klassiek (v)     | 20e       | 16.09,7 (+1.05,7)                                   |
| Cornelia Sulzer                                                   | 10 km klassiek (v)    | 26e       | 32.17,1 (+2.08,8)                                   |
| Cornelia Sulzer                                                   | 20 km vrije stijl (v) | 37e       | 1:03.01,2 (+7.07,6)                                 |
| Maria Theurl                                                      | 5 km klassiek (v)     | 34e       | 16.36,7 (+1.32,7)                                   |
| Maria Theurl                                                      | 10 km klassiek (v)    | dnf       | opgave                                              |

### Noordse combinatie
| Olympiër                                                 | Discipline      | Resultaat | Prestatie |
| -------------------------------------------------------- | --------------- | --------- | --- |
| Klaus Sulzenbacher                                       | individueel (m) | Zilver    | +19,0 — schans: 228,5 p — 15 km: 39.46,5 |
| Klaus Ofner                                              | individueel (m) | 22e       | +3.58,8 — schans: 208,9 p — 15 km: 41.15,6 |
| Hansjörg Aschenwald                                      | individueel (m) | 24e       | +4.28,0 — schans: 214,1 p — 15 km: 42.19,5 |
| Günther Csar                                             | individueel (m) | 34e       | +5.58,7 — schans: 196,2 p — 15 km: 41.50,8 |
| Team Hansjörg Aschenwald Günther Csar Klaus Sulzenbacher | team (m)        | Brons     | +30,9 — schans: 626,6 p — 30 km: 1:21.00,9 schans: 193,7 p — 10 km: 26.39,7 schans: 204,5 p — 10 km: 28.33,7 schans: 228,4 p — 10 km: 25.47,5 |

### Rodelen
| Olympiër                              | Discipline | Resultaat | Prestatie                                             |
| ------------------------------------- | ---------- | --------- | ----------------------------------------------------- |
| Otto Mayregger                        | mannen     | 9e        | 3.07,619 (+2,071) (46,777 / 46,986 / 46,925 / 46,931) |
| Markus Prock                          | mannen     | 11e       | 3.07,735 (+2,187) (46,637 / 46,632 / 47,637 / 46,829) |
| Gerhard Sandbichler                   | mannen     | dq-3      | diskwalificatie run 3 (46,911 / 46,990 / dq / )       |
| Andrea Tagwerker                      | vrouwen    | 12e       | 3.07,501 (+3,528) (46,787 / 47,140 / 46,735 / 46,839) |
| Georg Fluckinger Robert Manzenreiter  | dubbel     | 5e        | 1.32,364 (+0,424) (46,135 / 46,229)                   |
| Gerhard Sandbichler Franz Lechleitner | dubbel     | 12e       | 1.33,462 (+1,522) (46,771 / 46,691)                   |

### Schaatsen
| Olympiër           | Discipline   | Resultaat | Prestatie         |
| ------------------ | ------------ | --------- | ----------------- |
| Christian Eminger  | 500 m (m)    | 34e       | 39,70 (+3,25)     |
| Christian Eminger  | 5000 m (m)   | 20e       | 6.57,22 (+12,59)  |
| Christian Eminger  | 10.000 m (m) | 19e       | 14.30,21 (+42,01) |
| Michael Hadschieff | 500 m (m)    | 26e       | 37,90 (+1,45)     |
| Michael Hadschieff | 1000 m (m)   | 6e        | 1.13,84 (+0,81)   |
| Michael Hadschieff | 1500 m (m)   | Brons     | 1.52,31 (+0,25)   |
| Michael Hadschieff | 5000 m (m)   | 5e        | 6.48,72 (+4,09)   |
| Michael Hadschieff | 10.000 m (m) | Zilver    | 13.56,11 (+7,91)  |
|                    |              |           |                   |
| Emese Hunyady      | 500 m (v)    | 19e       | 41,38 (+2,28)     |
| Emese Hunyady      | 1000 m (v)   | 16e       | 1.22,22 (+4,57)   |
| Emese Hunyady      | 3000 m (v)   | 14e       | 4.27,56 (+15,62)  |

### Schansspringen
| Olympiër                                                        | Discipline                     | Resultaat | Prestatie |
| --------------------------------------------------------------- | ------------------------------ | --------- | --- |
| Andreas Felder                                                  | normale schans individueel (m) | 12e       | 192,1 punten 96,9 p. (80,5 m) + 95,2 p. (81,0 m) |
| Andreas Felder                                                  | grote schans individueel (m)   | 6e        | 203,9 punten 110,3 p. (113,5 m) + 93,6 p. (103,0 m) |
| Heinz Kuttin                                                    | normale schans individueel (m) | 6e        | 199,7 punten 105,3 p. (87,0 m) + 94,4 p. (80,5 m) |
| Heinz Kuttin                                                    | grote schans individueel (m)   | 12e       | 193,5 punten 108,2 p. (112,0 m) + 85,3 p. (98,5 m) |
| Günther Stranner                                                | normale schans individueel (m) | 20e       | 186,6 punten 98,7 p. (83,5 m) + 87,9 p. (78,0 m) |
| Günther Stranner                                                | grote schans individueel (m)   | 20e       | 184,9 punten 106,7 p. (112,0 m) + 78,2 p. (94,5 m) |
| Ernst Vettori                                                   | normale schans individueel (m) | 24e       | 181,5 punten 94,8 p. (79,5 m) + 86,7 p. (76,0 m) |
| Ernst Vettori                                                   | grote schans individueel (m)   | 28e       | 176,6 punten 94,1 p. (103,0 m) + 82,5 p. (96,5 m) |
| Team Ernst Vettori Heinz Kuttin Günther Stranner Andreas Felder | grote schans team (m)          | 5e        | 577,6 punten 94,7 p. (102,0 m) + 91,3 p. (101,0 m) 93,0 p. (104,0 m) + 100,3 p. (108,5 m) 99,5 p. (106,5 m) + 98,8 p. (106,0 m) 90,7 p. (102,0 m) + 85,6 p. (98,0 m) |

### IJshockey
| Olympiër | Discipline | Resultaat | Prestatie |
| --- | ---------- | --------- | --- |
| Robert Mack Brian Stankiewicz Andreas Salat Konrad Dorn Bernard Hutz Martin Platzer Robin Sadler Michael Shea Hans Sulzer Gert Kompajn Peter Znenahlik Thomas Cijan Kelly Greenbank Kurt Haranda Werner Kerth Rudolf König Günter Koren Ed Lebler Manfred Mühr Herbert Pöck Gerhard Pusnik Peter Raffl Silvio Szybisti | mannen     | 9e        | Voorronde groep B: 6-10 Oostenrijk - Verenigde Staten 1- 8 Oostenrijk - Sovjet-Unie 1- 3 Oostenrijk - Bondsrepubliek Duitsland 0- 4 Oostenrijk - Tsjecho-Slowakije 4- 4 Oostenrijk - Noorwegen 9e plaats: 3- 2 Oostenrijk - Polen |

Amerikaanse Maagdeneilanden · Andorra · Argentinië · Australië · België · Bolivia · Bondsrepubliek Duitsland · Bulgarije · Canada · Chili · China · Chinees Taipei · Costa Rica · Cyprus · Denemarken · Duitse Democratische Republiek · Fiji · Filipijnen · Finland · Frankrijk · Griekenland · Groot-Brittannië · Guam · Guatemala · Hongarije · IJsland · India · Italië · Jamaica · Japan · Joegoslavië · Libanon · Liechtenstein · Luxemburg · Marokko · Mexico · Monaco · Mongolië · Nederland · Nederlandse Antillen · Nieuw-Zeeland · Noord-Korea · Noorwegen · Oostenrijk · Polen · Portugal · Puerto Rico · Roemenië · San Marino · Sovjet-Unie · Spanje · Tsjecho-Slowakije · Turkije · Verenigde Staten · Zuid-Korea · Zweden · Zwitserland